# 다니구치 히로유키
다니구치 히로유키(일본어: 谷口 博之, 1985년 6월 27일 ~ )는 일본의 전 축구 선수이다.

## 구단 경력
그는 2004년부터 2019년까지 J리그의 가와사키 프론탈레, 요코하마 F. 마리노스, 가시와 레이솔, 사간 도스에서 활동하였다.

## 국가대표팀 경력
그는 2006년 아시안 게임에 참가할 일본 U-23 국가대표팀에 발탁되었다. 2008년 하계 올림픽에도 출전, 3경기에 출전했다.